# Centro Comercial Galería Plaza
El Centro Comercial Galería Plaza es el nombre que recibe un complejo comercial localizado en la Avenida Bolívar del municipio Atanasio Girardot de la ciudad de Maracay, capital del Estado Aragua, al centro norte del país sudamericano de Venezuela.
Posee una diversidad de tiendas, salas de cine, feria de comida y un estacionamiento.